# Saint-Laurent-sur-Othain

Saint-Laurent-sur-Othain este o comună în departamentul Meuse din nord-estul Franței. În 2010 avea o populație de 496 de locuitori.

## Evoluția populației
| An        | 1975 | 1982 | 1990 | 1999 | 2006 | 2010 |
| --------- | ---- | ---- | ---- | ---- | ---- | ---- |
| Populație | 442  | 432  | 377  | 370  | 467  | 496  |